# Stitch Fix
Stitch Fix是美国的一家个人造型服务在线提供商。它根據算法和数据科学，以及顧客所要求的尺寸、顧客的预算向顧客推薦個性化服装。公司总部位于加利福尼亚州旧金山。该公司成立于2011年，并在2017年进行了首次公开募股。Stitch Fix在2018年创造了超过10亿美元的销售额，截至2020年6月，Stitch Fix已有340万客户 。